# Горњи Чевљановићи
Горњи Чевљановићи су насељено мјесто у општини Илијаш, Босна и Херцеговина.

## Становништво
|             | 2013.       | 1991.         | 1981.         | 1971.         |
| Укупно      | 76 (100,0%) | 134 (100,0%)  | 140 (100,0%)  | 142 (100,0%)  |
| Бошњаци     | 76 (100,0%) | 128 (95,52%)1 | 125 (89,29%)1 | 122 (85,92%)1 |
| Срби        | –           | 5 (3,731%)    | 15 (10,71%)   | 18 (12,68%)   |
| Југословени | –           | 1 (0,746%)    | –             | –             |
| Остали      | –           | –             | –             | 2 (1,408%)    |

1. 1 На пописима од 1971. до 1991. Бошњаци су пописивани углавном као Муслимани.